# Pork Soda
Pork Soda – piąty album zespołu Primus wydany 20 kwietnia 1993 przez Interscope Records. Wydawnictwo zadebiutowało na 7. miejscu listy Billboard 200.

## Lista utworów
| Nr  | Tytuł utworu                                                  | Długość |
| --- | ------------------------------------------------------------- | ------- |
| 1.  | „Pork Chop’s Little Ditty”                                    | 0:21    |
| 2.  | „My Name Is Mud”                                              | 4:47    |
| 3.  | „Welcome to This World”                                       | 3:40    |
| 4.  | „Bob”                                                         | 4:40    |
| 5.  | „DMV”                                                         | 4:58    |
| 6.  | „The Ol' Diamondback Sturgeon” (Fisherman’s Chronicles Pt. 3) | 4:39    |
| 7.  | „Nature Boy”                                                  | 5:33    |
| 8.  | „Wounded Knee”                                                | 2:25    |
| 9.  | „Pork Soda”                                                   | 2:20    |
| 10. | „The Pressman”                                                | 5:11    |
| 11. | „Mr. Krinkle”                                                 | 5:27    |
| 12. | „The Air Is Getting Slippery”                                 | 2:31    |
| 13. | „Hamburger Train”                                             | 8:11    |
| 14. | „Pork Chop’s Little Ditty” (wersja pełna)                     | 1:03    |
| 15. | „Hail Santa”                                                  | 1:50    |
|     |                                                               | 57:36   |